# Leitch Ritchie
Leitch Ritchie (Greenock, 1797 – 1865) è stato uno scrittore e giornalista scozzese.

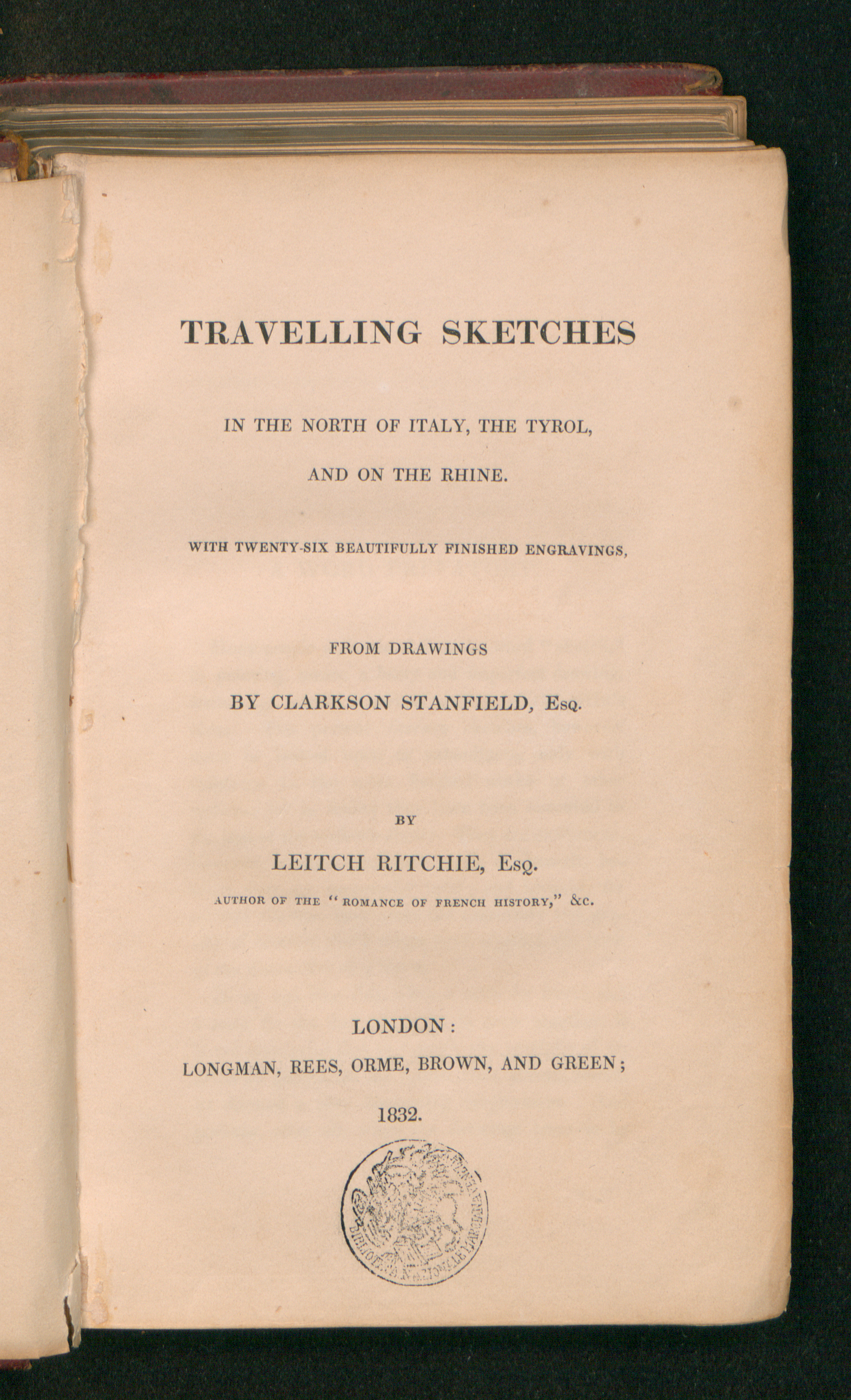
Travelling sketches in the north of Italy, 1832. Da BEIC, biblioteca digitale

Ritchie scrisse quattro romanzi, dei quali Wearyfoot Common fu quello che ebbe più successo. Gli altri sono: Schinderhannes, The Robber of the Rhine e The Magician. Fu curatore del Chambers' Journal. Scrisse anche racconti brevi, inclusa una delle prime storie in inglese sui lupi mannari: The Man-Wolf (1831). Ritchie scrisse anche resoconti di viaggio, come Travelling sketches in the north of Italy, the Tyrol, and on the Rhine.